# Mercedes-Benz SSK
Mercedes-Benz SSK — німецький спортивний родстер і гоночний болід, який виготовляло товариство Mercedes-Benz з 1928 по 1934 роки
| Назва            | Mercedes-Benz SSK                 |
| Конструктор      | Фердинанд Порше                   |
| Двигун           | S6 7.0 (7069)                     |
| Потужність       | 200—300 к.с. (150—220 кВт.)       |
| Крутний момент   | 680 Н.м.                          |
| Колісна база     | 2950 мм.                          |
| Довжина          | 4240 мм.                          |
| Ширина           | 1700 мм.                          |
| Висота           | 1730 мм.                          |
| Вага             | 1700 кг.                          |
| Роки виробництва | 1928—1934                         |
| Пілоти           | Рудольф Караччіола, Ганс фон Штук |

## Історія
Повна назва моделі Mercedes-Benz SSK- Super Sport Kurz, який побудовано на базі більш раннього Mercedes-Benz S, але нове авто було на 480 мм. Довше, щоб покращити поведінку автомобіля на високій швидкості.
Це був останній автомобіль, що проектувався для товариства Mercedes-Benz талановитим інженером Фердинандом Порше, перед тим, як він зайнявся розробками своїх власних автомобілів. SSK розвивав максимальну швидкість 190 км год.-це був один з найшвидших автомобілів на той час у світі.
Лінія SS/S/SSK була одним із номінантів на півфінальній стадії світового конкурсу — Автомобіль Століття 1999 року, де проводили голосування 132 автожурналісти з різних країн світу і голосуванням в інтернеті.
45 болідів SSK були побудовані за шість років, половину з яких становили моделі типу «Rennwagen» (гоночні автомобілі). Його двигун S6 7.0L розвивав потужність від 200к.с. до 300 к.с. (150—220 кВт.) і 680 Н.м. крутного моменту.
На цьому автомобілі вигравалися численні перегони, найвизначніші — 500 Миль Аргентини 1929, Гран Прі Кордоби 1929,1930,Гран Прі Аргентини 1931,Гран Прі Німеччини 1931, Mille Miglia 1931, Гран Прі Львова 1932 (одна з найвизначніших вуличних трас Європи, яку задумали створити, ще 1927 року, на 2 роки раніше траси в Монако, але першу гонку провели в 1930 році), а вів цей автомобіль до перемог легендарний німецький гонщик Великих Призів Рудольф Караччіола і Ганс фон Штук.
Виробництво і модифікації SSK:
| Версія | Рр. виробництва | Вага | Макс.шв. | К-сть |
| ------ | --------------- | ---- | -------- | ----- |
| 700SS  | 1928            | 1680 | 185      | 4     |
| 710SS  | 1928-30         | 1650 | 185      | 31    |
| 710SS  | 1928-34         | 1735 | 190      | 2     |
| 710SS  | 1929-30         | 1750 | 195      | 8     |

Модель Mercedes-Benz SSK 1929 року у 2004 році на аукціоні Bonhams була продана за майже 60 млн гривень (7.4$ млн).